# Rod La Rocque

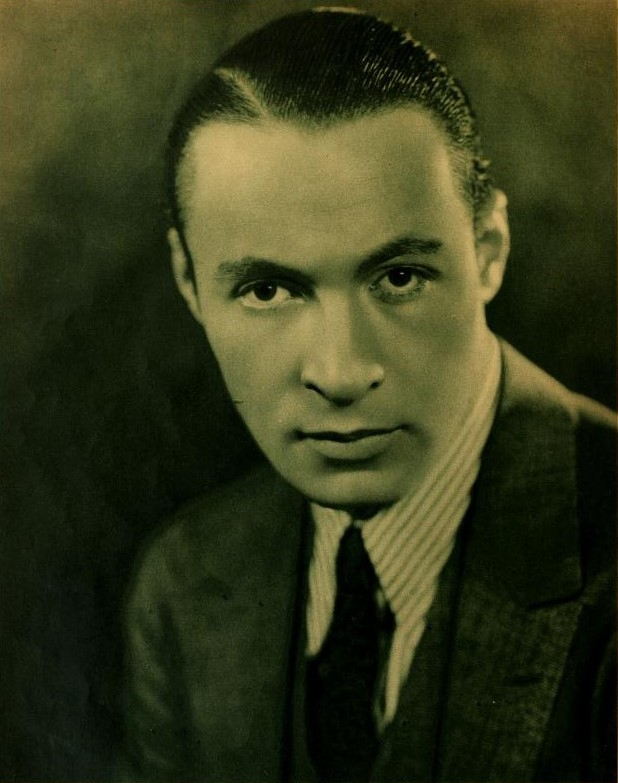
Rod La Rocque i tidningen Photoplay, 1924

Rod La Rocque, född den 29 november 1896, död den 15 oktober 1969, var en amerikansk skådespelare.
Han föddes som Rodrique la Rocque de la Rour i Chicago med franskt och irländskt påbrå. Han började spela på teater vid sju års ålder och kom till slut till Essanay Studios i Chicago där han hade fast anställning tills studion stängde. Han flyttade då till New York och arbetade på scenen tills han upptäcktes av Samuel Goldwyn som tog honom till Hollywood. Över de kommande två decennierna var La Rocque med i filmer och klarade av övergången till ljudfilm.
1927 gifte han sig med den ungerska skådespelerskan Vilma Bánky i ett stort och mycket publicerat bröllop. De var gifta fram till La Rocques död 1969 och verkar ha haft ett kärleksfullt fungerande äktenskap. De skapade tillsammans en utbildningsfond för barn som hette The Bánky La Rocque Foundation.
La Roqcue pensionerade sig från film 1941 och blev en fastighetsmäklare. 
För sina bidrag till filmindustrin blev La Rocque tilldelad en stjärna på Hollywood Walk of Fame.

## Filmografi i urval
- 1923 – De tio budorden
- 1924 – Havets lag
- 1929 – Döm ej ungdomen!
- 1929 – The Locked Door
- 1930 – Konsten att behålla en man
- 1930 – Prinscharmören
- 1933 – S.O.S. Iceberg
- 1936 – The Drag-Net
- 1937 – The Shadow Strikes
- 1938 – International Crime
- 1940 – Beyond Tomorrow
- 1940 – Kairos mysterier
- 1941 – Vi behöver varann